# Xanthophyllum sylvestre
Xanthophyllum sylvestre är en jungfrulinsväxtart som först beskrevs av João de Loureiro, och fick sitt nu gällande namn av Spencer Le Marchant Moore. Xanthophyllum sylvestre ingår i släktet Xanthophyllum och familjen jungfrulinsväxter. Inga underarter finns listade i Catalogue of Life.